# Borines
Borines (en asturiano y oficialmente Boriñes) es una parroquia asturiana y un lugar de dicha parroquia perteneciente al concejo de Piloña, en el norte de España. Cuenta con una superficie de 13,04 kilómetros cuadrados, en los que habitan 165 personas según el INE de 2021. Limita al norte con la parroquia de Anayo y con la de Libardón, en el vecino concejo de Colunga, al sur con Miyares, Villamayor y San Román, por el este con Cereceda y al oeste con las parroquias de Pintueles y nuevamente con Anayo. Dentro del término de la parroquia se encuentra la cueva de El Sidrón.

## Entidades de población
Además de Borines, otras poblaciones de la misma parroquia son: La Infiesta, Moñío, Sieres, Viyao, Castañoso, El Escobal, La Llama, El Mortorio, San Feliz, San Martín de Borines.